# Cesta do Francie
Cesta do Francie (1887, Le chemin de France) je méně známý historický román francouzského spisovatele Julesa Verna z jeho cyklu Podivuhodné cesty (Les Voyages extraordinaires).
V jednom svazku s tímto románem současně vyšla satirická novela na britský kolonialismus Gil Braltar.

## Obsah románu
Román se odehrává v období Velké francouzské revoluce. Vypravěčem je Natalis Delpierre, kapitán francouzské armády, který popisuje průběh své návštěvy v Prusku v létě roku 1792. Delpierre jel do Pruska navštívit svou sestru Irmu, která tam pracovala u Madam Kellerové a jejího syna Jeana Kellera. Během Delpierrovy návštěvy však vypukne, po sesazení francouzského krále Ludvíka XVI. a vyhlášení republiky, mezi oběma zeměmi válka. Po zahájení bojů je Jean Keller přinucen vstoupit do pruské armády a sloužit tam pod mužem, který je jeho sokem v lásce k Martě de Lauranay a se kterým měl naplánováno utkat se v souboji. Marta, její otec, Irma i Natalis jsou přinuceni opustit Prusko. Madam Kellerová, která miluje svého syna, jej následuje všude, kde je jeho jednotka umístěna. Po nějaké době musí ale Jean dezertovat, protože udeřil svého soka v lásce (a zároveň svého nadřízeného důstojníka) a uprchnout se svou matkou rovněž do Francie. Na Jeanovu hlavu je vypsána odměna. Při útěku dohoní do Francie se vracejícího Natalise, Martu, jejího tatínka a Natalisovu sestru. Všichni pak pospíchají do Francie, ale na záda jim dýchají lovci hlav, kteří chtějí získat odměnu za dopadení Jeana. Ve Francii se už pohybují německá vojska a Jean musí spolu s Natalisem uprchnout a oddělí se od zbytku skupiny. Nakonec je chytnou a hrozí jim smrt zastřelením. V posledním okamžiku, když už má zaznít osudný výstřel, je zachrání zrovna kolemjdoucí Francouzská armáda (pluk ve kterém bojuje Natalis), který tam přivede Jeanova maminka protože zjistí, že Jean je Francouz a ne Němec, a chce tak osvobodit Jeana odsouzeného za dezerci z německé armády. Všichni pak nakonec odcházejí do rodiště Natalise a jeho sestry.

## Ilustrace
Knihu Cesta do Francie ilustroval George Roux.

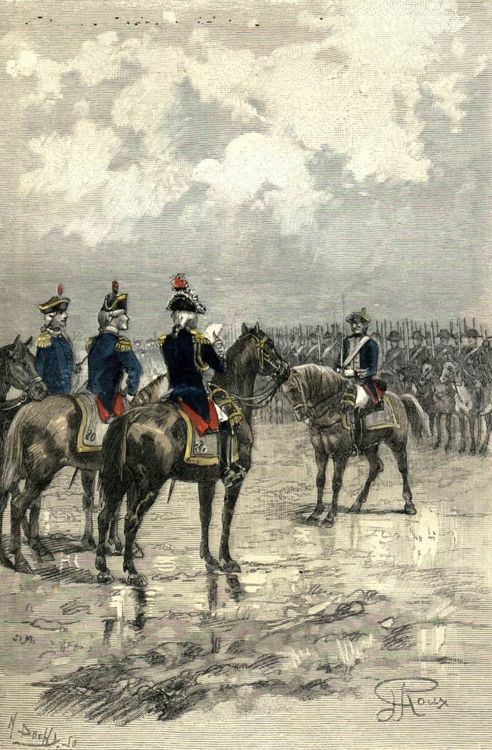
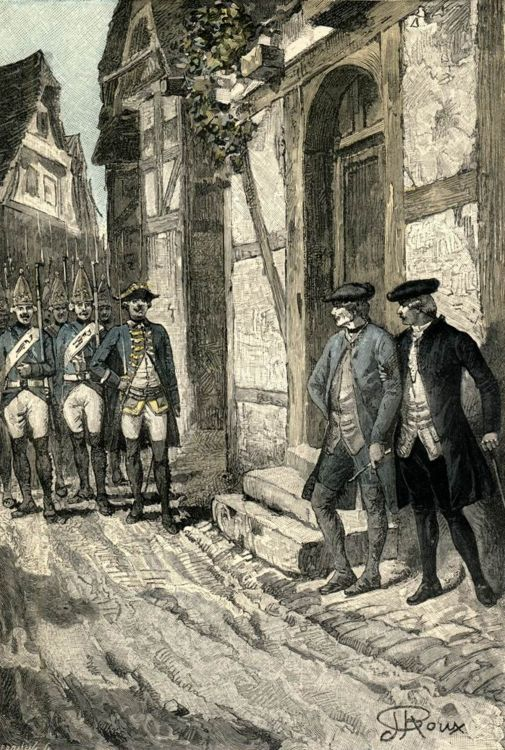
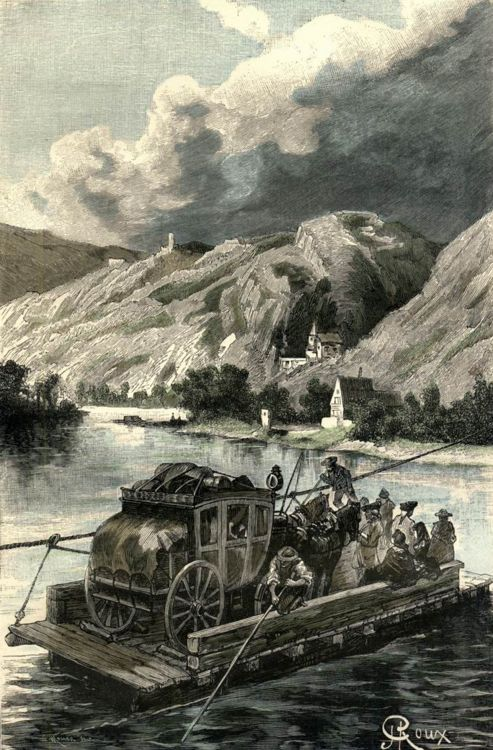
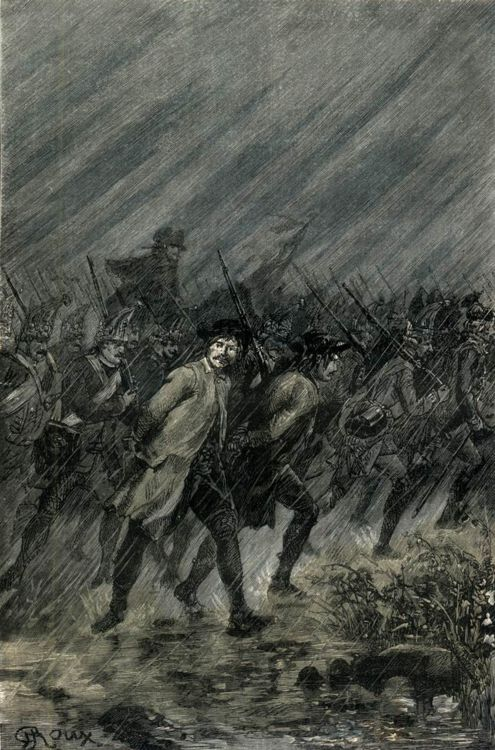

## Česká vydání
- Cesta do Francie, Eduard Beaufort, Praha 1912, přeložil Alois Tvrdek,
- Cesta do Francie, Návrat, Brno 1996, přeložil Alois Tvrdek, znovu 2010.
- Cesta do Francie, Nakladatelství Josef Vybíral, Žalkovice 2025, přeložil Alois Tvrdek.
- Cesta do Francie, Omega, Praha 2025, přeložil Alois Tvrdek.